# Waldo Chávez Velasco
Waldo Chávez Velasco (San Salvador, 14 de octubre de 1932 - Ib., 7 de julio de 2005) fue un abogado, escritor y periodista salvadoreño, miembro de la Generación Comprometida. También ejerció de diplomático y fue miembro de la Academia Salvadoreña de la Lengua.

## Biografía
Hijo de Rodolfo Velasco y Lidia Aracely Cea Chávez, inició sus estudios en la Facultad de Jurisprudencia y Ciencias Sociales de la Universidad de El Salvador. Por su rendimiento académico obtuvo una beca gubernamental y viajó a la Universidad de Bolonia, en Italia, donde en 1959, obtuvo el doctorado en Derecho Internacional Público. También efectuó estudios de comunicaciones, en la Universidad de París. Durante su estancia en Europa, contrajo matrimonio con la escritora salvadoreña Irma Lanzas en Roma. Se conocían desde su infancia, ya que sus familias provenían de la ciudad de Cojutepeque. De regreso a El Salvador trabajó como colaborador del periódico El Diario de Hoy y se desempeñó como director general de Bellas Artes del Ministerio de Cultura (1960). 
En 1967, fue el fundador y primer director del periódico vespertino El Mundo.
Fue miembro del Partido de Conciliación Nacional (PCN), de ideología anticomunista, cuando este controlaba el gobierno de El Salvador (1962-1979). Durante el gobierno del general Fidel Sánchez Hernández y del coronel Arturo Armando Molina sirvió de secretario particular y secretario de Información de la Presidencia de la República.

## Obra (selección)
Chávez Velasco cultivó todos los géneros literarios. 
- 1999. ¿Quién secuestró a Scott? (novela)
- 1996. Lápidas de la guerra civil (poemario)
- 1957. Fábrica de Sueños (teatro).[6]
- 1962. El Sombrero de otoño (teatro).[7]
- 1996. El Cipitín (teatro).
- 1963. Cuentos de hoy y de mañana (recopilación de cuentos).
- 1990. Cuentos medievales (recopilación de cuentos).
- 1958. Ruth de Moab (obra dramática en verso)

En forma póstuma se publicó en 2006 el anecdotario Lo que no conté de los presidentes militares, donde relata sus años al servicio de los gobiernos del PCN y hace apología de los gobiernos militares que tuvo el país, sin amplia consideración a la autocrítica o reconocimiento del daño causado por estos, entre otros, durante la guerra civil de este país.